# جاك جونسون (لاعب هوكي الجليد)
جاك جونسون (بالإنجليزية: Jack Johnson)‏ (و. 1987  م) هو لاعب هوكي الجليد، من الولايات المتحدة، ولد في إنديانابوليس، شارك في الألعاب الأولمبية الشتوية 2010، مركز لعبه هو مدافع ‏.

## التعليم
تعلم في جامعة ميشيغان.

## روابط خارجية
- جاك جونسون على موقع دوري الهوكي الوطني (الإنجليزية)
- جاك جونسون على موقع قاعة مشاهير الهوكي (لاعب أن.إتش.أل) (الإنجليزية)
- جاك جونسون على موقع EliteProspects.com (الإنجليزية)
- جاك جونسون على موقع Eurohockey.com (الإنجليزية)
- جاك جونسون على موقع HockeyDB.com (الإنجليزية)
- جاك جونسون على موقع Hockey-Reference.com (الإنجليزية)
- جاك جونسون على موقع أوليمبيديا (الإنجليزية)